# Юнес Банжелун
Юнес Банжелун (на френски: Youness Bengelloun), роден на 3 януари 1983 година в Париж, е френски професионален футболист.
Състезавал се е също така за ПСЖ, Амиен и Истр (Франция), Ксамакс (Швейцария), Алавес (Испания), Олимпиакос Никозия (Кипър), ПФК Локомотив 1926 (Пловдив) и ПФК ЦСКА (София).